# Aboda klint
Aboda klint är ett berg intill byn Allgunnen. På toppen av berget fanns ett utsiktstorn. På bergets sluttning finns dessutom en skidanläggning för utförsåkning. Naturreservatet Aboda klint omfattar förutom berget ett område nordväst om detta längs Badebodaån och sjöarna Kleven och Kvillen.